# بعوضة خماسية الخطوط
بعوضة خماسية الخطوط أو البعوضة المنزلية الجنوبية (الاسم العلمي: Culex quinquefasciatus) هي نوع من الحشرات تتبع جنس البعوضة من الفصيلة البعوضيات.